# Amphoe Sung Men
Amphoe Sung Men (thailändisch อำเภอ สูงเม่น, Aussprache: ʔāmpʰɤ̄ː sǔːŋ mên) ist ein Landkreis (Amphoe – Verwaltungs-Distrikt) der Provinz Phrae in der Nord-Region von Thailand.

## Geographie
Benachbarte Distrikte (von Südwesten im Uhrzeigersinn): die Amphoe Den Chai, Long, Mueang Phrae der Provinz Phrae, sowie Tha Pla und Mueang Uttaradit der Provinz Uttaradit.
Die Hauptwasserader des Kreises Sung Men ist der Mae Nam Yom.

## Geschichte
Sung Men ist archäologisch interessant geworden durch den Fund von bearbeiteten Kieselstücken in Ban Don Mun, die ein Alter von rund 700.000 Jahren aufweisen. Knochen des Homo erectus aus dieser Zeit wurden bislang jedoch nicht entdeckt.
Im Jahr 1903 war der Name des Landkreises Mae Phuak (แม่พวก), seine Verwaltung lag in Ban Sung Men.
Im Jahr 1917 wurde der Kreis von Mae Phuak in Sung Men umbenannt.

## Verwaltung

### Provinzverwaltung
Der Kreis ist in zwölf Kommunen (Tambon) eingeteilt, welche sich weiter in 110 Dörfer (Muban) unterteilen.
| Nr. | Name        | Thai    | Muban | Einw.  |
| --- | ----------- | ------- | ----- | ------ |
| 01. | Sung Men    | สูงเม่น   | 10    | 07.928 |
| 02. | Nam Cham    | น้ำชำ    | 15    | 10.045 |
| 03. | Hua Fai     | หัวฝาย   | 13    | 10.051 |
| 04. | Don Mun     | ดอนมูล   | 10    | 07.465 |
| 05. | Ban Lao     | บ้านเหล่า | 09    | 05.432 |
| 06. | Ban Kwang   | บ้านกวาง | 06    | 03.264 |
| 07. | Ban Pong    | บ้านปง   | 06    | 05.101 |
| 08. | Ban Kat     | บ้านกาศ  | 07    | 03.152 |
| 09. | Rong Kat    | ร่องกาศ  | 11    | 07.329 |
| 10. | Sop Sai     | สบสาย   | 06    | 03.757 |
| 11. | Wiang Thong | เวียงทอง | 12    | 09.874 |
| 12. | Phra Luang  | พระหลวง | 05    | 04.003 |

### Lokalverwaltung
Sung Men (เทศบาลตำบลสูงเม่น) ist eine Kleinstadt (Thesaban Tambon) im Bezirk, sie besteht aus Teilen des gleichnamigen Tambon.
Außerdem gibt es zwölf „Tambon Administrative Organizations“ (TAO, องค์การบริหารส่วนตำบล – Verwaltungs-Organisationen) für die Tambon im Landkreis, die zu keiner Stadt gehören.